# Habronattus trimaculatus
Habronattus trimaculatus là một loài nhện trong họ Salticidae.
Loài này thuộc chi Habronattus. Habronattus trimaculatus được Elizabeth Bangs Bryant miêu tả năm 1945.